# Оккьятана
Оккьятана (фр. Occhiatana, корс. Ochjatana) — коммуна во Франции, находится в регионе Корсика. Департамент коммуны — Верхняя Корсика. Входит в состав кантона Бельгодер. Округ коммуны — Кальви.
Код INSEE коммуны — 2B182.

## Население
Население коммуны на 2008 год составляло 174 человека.
| 1962 | 1968 | 1975 | 1982 | 1990 | 1999 | 2008 |
| ---- | ---- | ---- | ---- | ---- | ---- | ---- |
| 129  | 154  | 178  | 185  | 165  | 163  | 174  |

## Экономика
В 2007 году среди 108 человек в трудоспособном возрасте (15—64 лет) 74 были экономически активными, 34 — неактивными (показатель активности — 68,5 %, в 1999 году было 58,5 %). Из 74 активных работали 66 человек (36 мужчин и 30 женщин), безработных было 8 (3 мужчины и 5 женщин). Среди 34 неактивных 5 человек были учениками или студентами, 19 — пенсионерами, 10 были неактивными по другим причинам.

## Фотогалерея

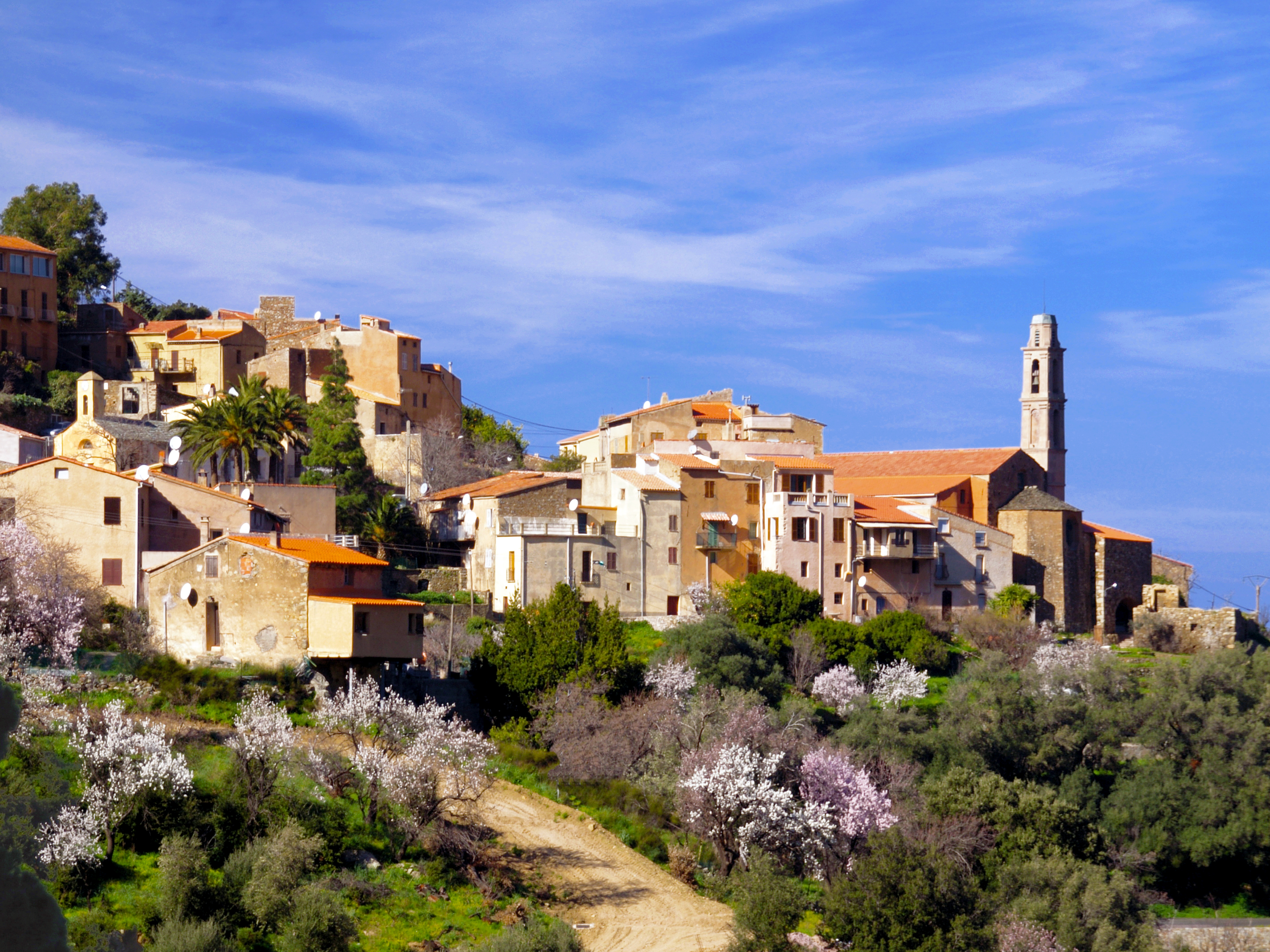
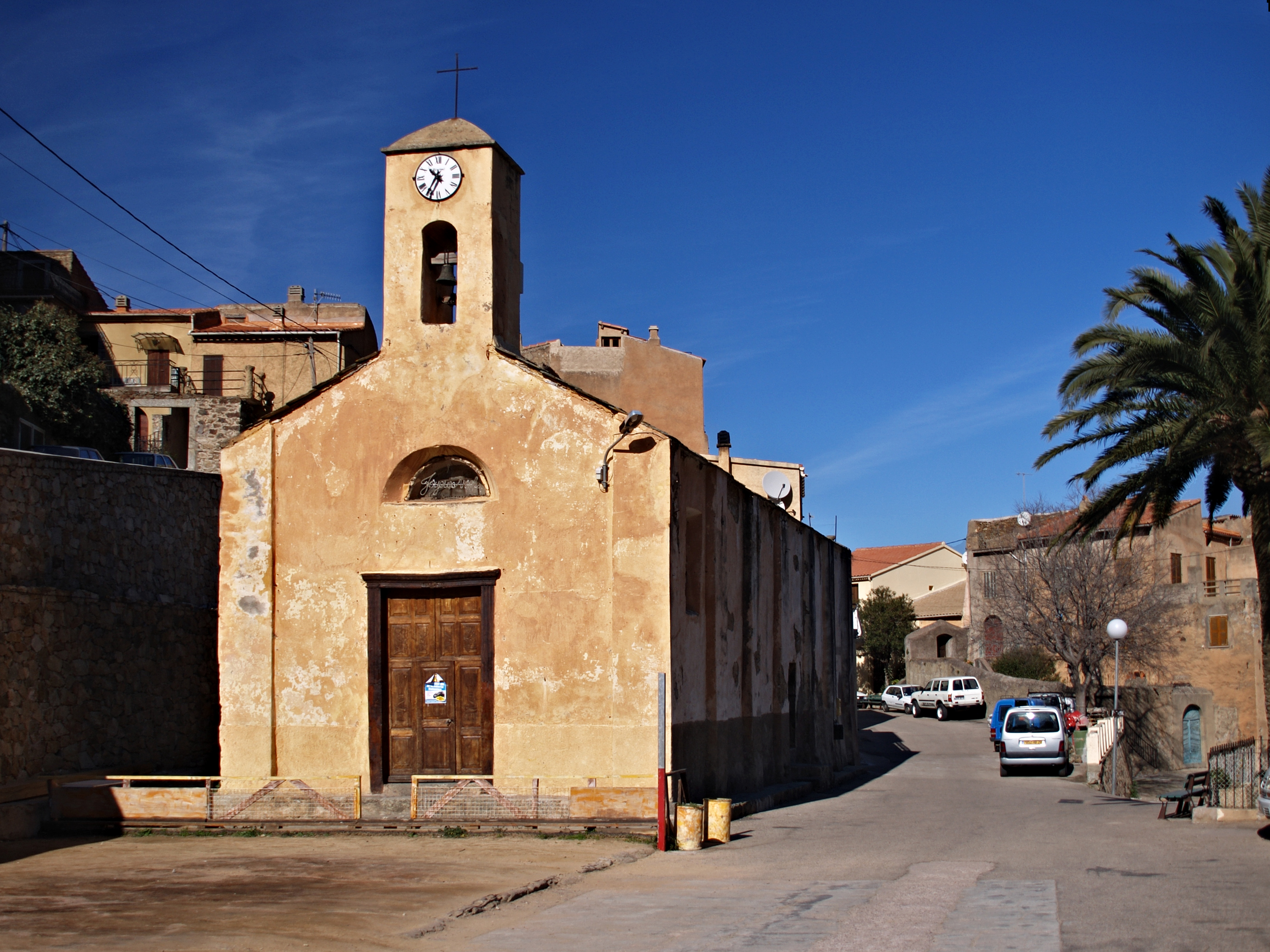